# Rasha Shehada
Rasha Shehada, en árabe: رشا شحادة‎, (Palestina, 1980) es una empresaria palestina que trabaja como directora general para su empresa familiar de importación Diamond Line, en los Emiratos Árabes Unidos. Fue incluida en la lista Forbes y en la lista de las 100 mujeres de la BBC en 2015.

## Trayectoria
Shehada nació en Palestina, como la hija mediana de tres hermanos. Se mudó a los Emiratos Árabes Unidos cuando era niña con su familia y vivió en Abu Dhabi, donde su padre montó un negocio de importación llamado Diamond Line. Shehada asistió a la Universidad Americana de Sharjah y se graduó en 2007. Trabajó en marketing internacional después de graduarse.
Shehada comenzó a trabajar para la empresa familiar y, en 2011, viajó a Ohio como parte de un programa de intercambio entre Oriente Medio y Estados Unidos para propietarios de pequeñas empresas y asistió al Global Women Vendors Exhibition and Forum (WVEF) en China, un evento organizado por el Centro de Comercio Internacional. En su empresa, se inició en el rol de desarrollo empresarial y convenció a su padre para que comenzara a invertir en capacitación para el personal existente en lugar de contratar consultores.
Antes de jubilarse, su padre dividió la propiedad de la empresa en partes iguales entre sus tres hijos. El hermano y la hermana de Shehada eligieron que ella fuera la directora general en 2013. Su primera tarea fue reorientar la empresa hacia su negocio de importación de aceite para irritaciones, en lugar de ofrecer también suministros generales para hoteles.

## Reconocimientos
En 2015, fue reconocida por Forbes como una de las mujeres más influyentes de la región a cargo de una empresa familiar, y fue incluida en la lista de las 100 Mujeres de la BBC como parte del grupo 30 Under 30.